# Надбужжя
Надбу́жжя — народна назва місцевості, що розміщена понад річкою Буг. В Україні є річки Західний Буг і Південний Буг.  Частіше назва Надбужжя вживається для позначення місцевості вздовж середньої течії річки Західний Буг, у Львівській і Волинській області. Назва Надбужжя вживається також у районах, через які протікає Західний Буг у своїй верхній течії.
| Україна | Це незавершена стаття з географії України. Ви можете допомогти проєкту, виправивши або дописавши її. |